# 지방도 제540호선
지방도 제540호선은 충청북도 청주시 청원구 오창읍 용두리와 증평군 증평읍 군청사거리를 잇는 충청북도의 지방도이다.
오창 나들목을 통해 중부고속도로로 진입할 수 있다.

## 연혁
- 2001년 4월 27일 : 청원군 오창면 각리 ~ 구룡리 2.46km 구간 개통[1]
- 2002년 1월 18일 : 청원군 오창면 구룡리 ~ 성산리 1.5km 구간 확·포장 개통[2]
- 2003년 2월 14일 : 노선 폐지 및 재지정으로 종점이 '괴산군 증평면 교동리'에서 '괴산군 증평면 창동리'로 변경[3]
- 2008년 12월 26일 : 지방도 도로구역 지정[4]

## 주요 경유지
- 청주시
  - 오창읍 용두리 - 성산삼거리 - 서오창 나들목 - 구룡리 - 각리(오창과학단지) - 오창시외버스정류소 - 각리공원 - 각리교 - 오창 나들목 - 탑리 - 공항대교

- 청주시
  - 상당구 공항대교 - (공항 교차로) - 공항사거리 - 팔결교삼거리 - 입상교 - 입상리사거리

- 청주시
  - 청원구 내수읍 입상리 - 입동사거리 - 입동교
  - 청원구 북이면 입동교 - 내둔리 - 대율삼거리 - 석화2교
  - 청원구 내수읍 석화2교 - 내수과선교 - 마산사거리 - 내수교 - 내수 교차로 - 학평 교차로 - 세교사거리 - 세교교 - 석화사거리 - 비중사거리 - 선돌교 - 영하2리사거리 - 영하1리사거리 - 초정노인병원 - 초정사거리 - 초정삼거리 - 초정리

- 증평군
  - 증평읍 남차리 - 율리삼거리 - 남차삼거리 - 죽리초등학교 - 죽리삼거리 - 덕상 교차로 - 남하리 - 증천리 - 증천교 교차로 - 증천삼거리 - 증평공업고등학교 - 증평중학교 - 증평초등학교 - 증평체육관 - 교동리 - 증평시외버스터미널 - 군청사거리

## 중복 구간
- 청주시 북이면 대율삼거리 ~ 초정삼거리 : 지방도 제511호선과 중복

## 도로명
- 청주시 흥덕구 오송읍 성산삼거리 ~ 청주시 상당구 공항사거리 : 오창대로
- 청주시 상당구 공항사거리 ~ 팔결교삼거리 : 팔결로
- 청주시 상당구 팔결교삼거리 ~ 청원군 북이면 대율삼거리 : 팔결신대로
- 청주시 청원구 북이면 대율삼거리 ~ 증평군 증평읍 증천교 교차로 : 초정약수로
- 증평군 증평읍 증천교 교차로 ~ 군청사거리 : 광장로